# Minoru Kobata
Minoru Kobata (小畑 穣, Kobata Minoru, né le 24 novembre 1946 à Préfecture de Saitama au Japon) est un footballeur japonais.